# Sibirische Fetthenne

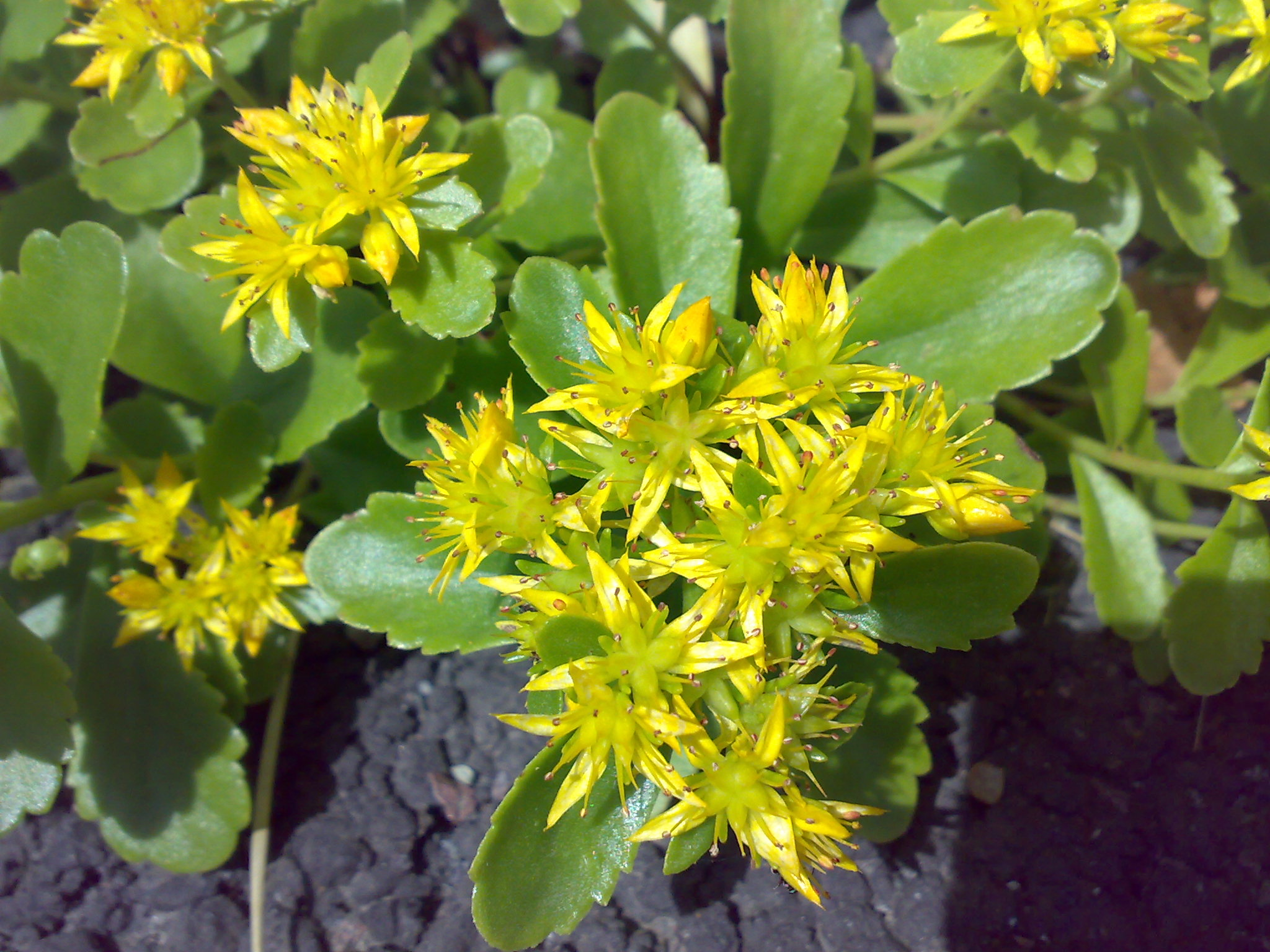
Blütenstand

Die Sibirische Fetthenne (Phedimus hybridus (L.) 't Hart; Syn.: Sedum hybridum L.), auch Sibirische Asienfetthenne oder Bergsteppen-Glanzfetthenne genannt, ist eine Pflanzenart, die heute zur Pflanzengattung Phedimus innerhalb der Familie der Dickblattgewächse (Crassulaceae) gehört und früher zur Gattung der Fetthennen (Sedum) gezählt wurde.

## Merkmale
Die Sibirische Fetthenne ist eine immergrüne, ausdauernde Pflanze, die Wuchshöhen von 15 bis 20 Zentimeter erreicht. Sie bildet „Legtrieb-Rasen“. Die Pflanze überwintert mit gescheckten, schopfblättrigen Trieben. Die wechselständigen Laubblätter sind 2,5 Zentimeter lang, 1,2 Zentimeter breit, eilanzettlich bis spatelig.
Die Blütezeit reicht von Mai bis August.
Die Chromosomenzahl beträgt 2n = 64.

## Vorkommen
Die Sibirische Fetthenne kommt ursprünglich in Sibirien und Zentral-Asien in Fels-Ritzen, auf Bergsteppen und auf steinigen und kiesigen Böden vor. Sie ist in Mitteleuropa (Deutschland, Österreich, Schweiz, Tschechien, Dänemark), Nord- und Westeuropa und Nordamerika ein Neophyt. In Deutschland kommt sie verwildert vor in Bayern, Hessen (Münden), Niedersachsen, Mecklenburg-Vorpommern, bei Bochum und bei Tangerhütte.
Die ökologischen Zeigerwerte nach Landolt et al. 2010 sind in der Schweiz: Feuchtezahl F = 2w+ (mäßig trocken aber stark wechselnd), Lichtzahl L = 4 (hell), Reaktionszahl R = 4 (neutral bis basisch), Temperaturzahl T = 4 (kollin), Nährstoffzahl N = 3 (mäßig nährstoffarn bis mäßig nährstoffreich), Kontinentalitätszahl K = 4 (subkontinental).

## Taxonomie
Die Sibirische Fetthenne wurde 1753 von Carl von Linné in Species Plantarum Tomus I, S. 431 als Sedum hybridum erstbeschrieben. Die Art wurde 1995 von Henk ’t Hart in  H.’t Hart & U.Eggli (eds.) Evolution and Systematics of the Crassulaceae S. 168 als Phedimus hybridus (L.) 't Hart in die Gattung Phedimus gestellt.

## Nutzung
Die Sibirische Fetthenne wird selten als Zierpflanze in Steingärten und Rabatten genutzt. Sie ist seit spätestens 1769 in Kultur. Es gibt die Sorte 'Immergrünchen'.